# Pachyolpium machadoi
Pachyolpium machadoi är en spindeldjursart som först beskrevs av Jacqueline Heurtault 1982.  Pachyolpium machadoi ingår i släktet Pachyolpium och familjen Olpiidae. Inga underarter finns listade i Catalogue of Life.